# Roberto Dinamite
Carlos Roberto de Oliveira, ismertebb nevén: Roberto Dinamite (Duque de Caxias, 1954. április 13. – 2023. január 8.) világbajnoki bronzérmes brazil labdarúgó, politikus. A Vasco da Gama és a brazil bajnokság történetének legeredményesebb játékosa.

## Pályafutása

### Klubcsapatban
Pályafutása nagy részét a Vasco da Gama csapatában töltötte. Kisebb megszakításdokkal 1971 és 1993 között volt a klub játékosa. 1974-ben brazil bajnokságot nyerte és hat Carioca bajnoki címet (1977, 1982, 1987, 1988, 1992, 1993) szerzett. 1979 és 1980 között az FC Barcelona játékosa volt, melynek tagjaként játszott a Nottingham Forest elleni 1979-es UEFA-szuperkupa döntőben.   

### A válogatottban
1975 és 1984 között 38 alkalommal szerepelt a brazil válogatottban és 20 gólt szerzett. Részt vett az 1972. évi nyári olimpiai játékokon, illetve az 1978-as és az 1982-es világbajnokságon, és tagja volt az 1975-ös, az 1979-es és az 1983-as Copa Américán résztvevő válogatott keretének is. 

## Sikerei, díjai

### Játékosként
Vasco da Gama
- Brazil bajnok (1): 1974
- Carioca bajnok (6): 1977, 1982, 1987, 1988, 1992, 1993

Brazília
- Világbajnoki bronzérmes (1): 1978
- Copa América ezüstérmes (1): 1983

Egyéni
- A brazil bajnokság gólkirálya (2): 1974 (16 gól), 1984 (16 gól)
- A Carioca állami bajnokság gólkirálya (3): 1978 (19 gól), 1981 (31 gól), 1985 (12 gól)
- A Copa América társgólkirálya (1): 1983 (3 gól)
- A Vasco da Gama történetének legeredményesebb játékosa: 502 gól
- A brazil bajnokság történetének legeredményesebb játékosa: 190 gól
- A Carioca állami bajnokság történetének legeredményesebb játékosa: 284 gól
- A Vasco da Gama történetének legeredményesebb játékosa: 502 gól